# VI Comando del Distrito Aéreo
El VI Comando del Distrito Aéreo (VI. Luftkreis-Kommando) fue una unidad de la Luftwaffe durante el Tercer Reich.

## Historia
Fue formado el 1 de abril de 1934 en Kiel, subordinado por el R.L.M.. Se utiliza como cobertura aérea por la IV Oficina General Aérea hasta el 31 de marzo de 1935. El 12 de octubre de 1937 es renombrado 6° Comando del Distrito Aéreo, y el 4 de febrero de 1938 es redesignado como Comando de la Fuerza Aérea Marítima.

## Comandantes
- Teniente General Konrad Zander – (1 de abril de 1934 – 4 de febrero de 1938)

## Jefes de Estado Mayor
- Mayor Stark – (1 de abril de 1934 – 1 de octubre de 1936)
- Mayor Hermann Bruch – (1 de octubre de 1936 – 4 de febrero de 1938)

## Orden de Batalla
Controlando las siguientes unidades:
- Comando de Armas Aéreas de la Marina – (1 de abril de 1934 – 4 de febrero de 1938)
- Comandante Antiaéreo Kiel en Kiel – (1 de agosto de 1936 – 4 de febrero de 1938)
- Grupo Aéreo de Manutención Marítima
- 16° Regimiento Aéreo de Comunicaciones en Kiel – (1 de octubre de 1935 – 4 de febrero de 1938)